# John Wayne Airport

i7
i11
i13
Der John Wayne Airport (IATA-Code: SNA, ICAO-Code: KSNA), bis 1979 Orange County Airport, ist ein internationaler Flughafen im erweiterten Einzugsgebiet von Los Angeles, Kalifornien. Er bedient die umliegenden Städte im Bezirk Orange County: Santa Ana, Newport Beach, Costa Mesa, Irvine und Anaheim. Obwohl nur als Regionalflughafen zu bezeichnen, fertigt der John Wayne Airport im Jahr mehr als zehn Millionen Passagiere ab. Eine überlebensgroße Bronzestatue des Namensgebers, Schauspieler John Wayne, ist im Gepäckbereich der Ankunftsebene zwischen Terminal A und B ausgestellt.

## Lage und Verkehrsanbindung
Der John Wayne Airport liegt in einer Unincorporated Area zwischen den Städten Costa Mesa und Irvine im Orange County. Die Anschrift gehört jedoch zur Stadt Santa Ana. Die Interstate 405 verläuft unmittelbar nördlich des Flughafengeländes, zudem verlaufen die als Schnellstraßen ausgebauten California State Routes 55 und 73 in der näheren Umgebung. Der John Wayne Airport wird von Bussen in den öffentlichen Personennahverkehr eingebunden, die Route 76 der Orange County Transportation Authority fährt das Passagierterminal regelmäßig an.

## Geschichte

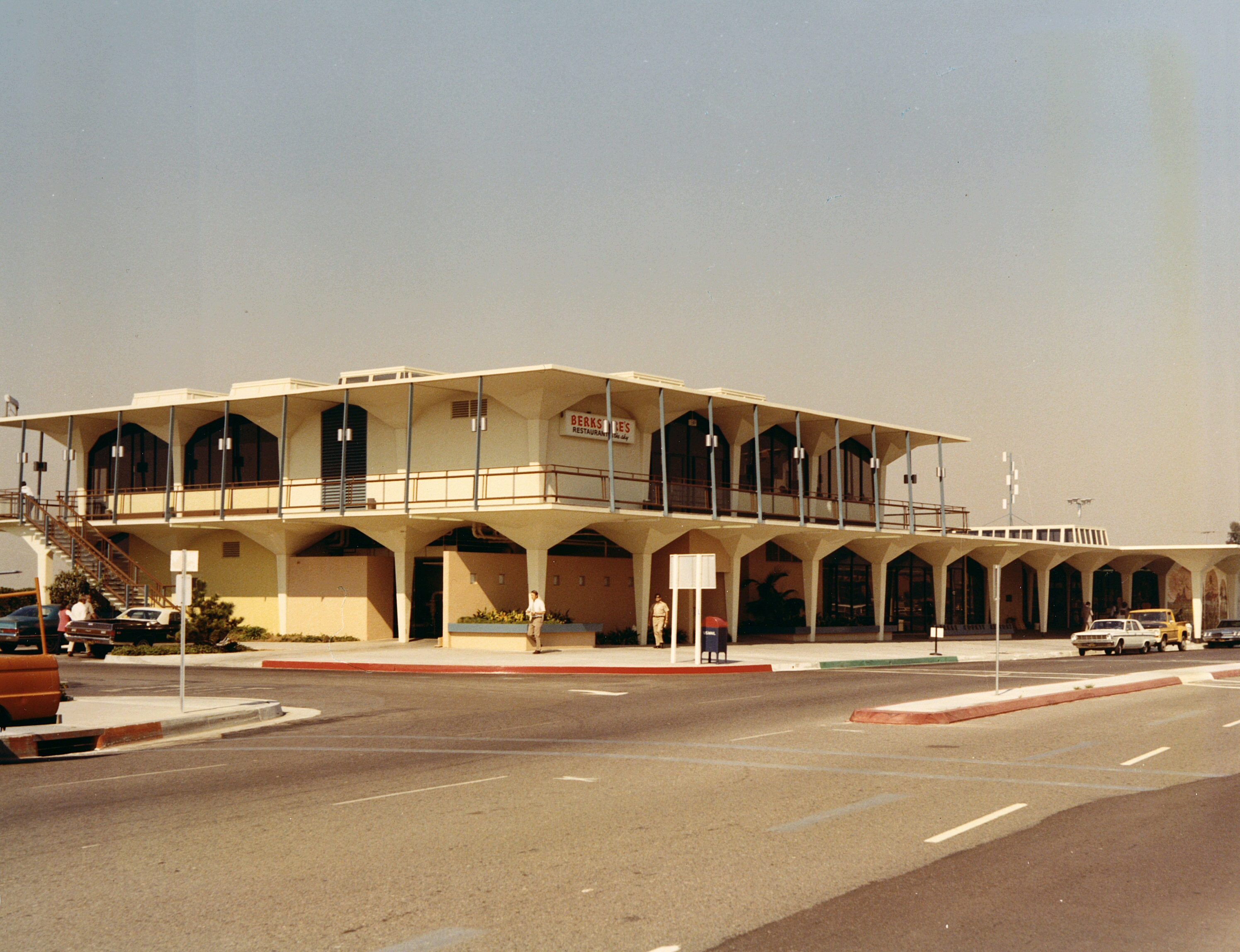
Impression aus dem Jahr 1971

Im Jahr 1923 errichtete der US-Amerikaner Eddie Martin die erste Piste auf dem Gelände des heutigen Flughafens. Er mietete das Grundstück von der Irvine Company um eine Flugschule aufzubauen. Der erste Hangar auf dem Gelände wurde 1926 errichtet.
1942 eröffnete die benachbarte Santa Ana Army Air Base. Da diese Luftwaffenbasis während des Zweiten Weltkriegs Vorrang hatte, wurden Martins Flugschule und die dazugehörige Landebahn geschlossen. Als die Basis nach dem Ende des Zweiten Weltkriegs geschlossen wurde, wandelte man die Basis und Martins ehemaliges Gelände zu einem öffentlichen Flughafen um.
1964 wurde der Flughafen umgebaut. Neben seinen heutigen Start- und Landebahnen erhielt er ein Instrumentenlandesystem (ILS) um kommerzielle Luftfahrt zu ermöglichen. Ende der 1960er Jahre wurde ein 2.000 m² großes Terminal gebaut, um bis zu 400.000 Fluggäste im Jahr abfertigen zu können. Das „Eddie-Martin-Terminal“ wurde mehrmals umgebaut: 1974 erbaute man zwei zusätzliche Passagierbereiche, 1980 wurde eine neue Gepäckeabnahme gebaut, 1982 eine Terminalerweiterung. Das Eddie-Martin-Terminal war am Ende 2.700 m² groß. Non-Stop Flüge verbanden zu dieser Zeit den John Wayne Airport mit Salt Lake City, Denver, Dallas-Fort Worth, Chicago und New York (JFK).
Bereits 1990 ersetzte man das in die Jahre gekommene Eddie-Martin-Terminal durch das „Thomas F. Riley Terminal“. Der 31.500 m² Neubau hatte 14 Passagierbrücken, vier Gepäckbänder, weite offene Flächen und getrennte Straßenanschlüsse für Ankunft und Abflug. Der Abriss des nicht weiter genutzten Eddie-Martin-Terminals geschah 1994. Im Jahr 2011 baute man das neue Terminal C im Rahmen eines 543 Millionen US-Dollar teuren Investitionspaketes. Neben dem Bau von sechs neuen Gates mit Fluggastbrücken und weiteren Gates ohne Fluggastbrücken wurden alle bereits bestehenden Gates renoviert.
Im Zuge der Rassismusdebatte in den USA wollten im Juni 2020 US-Demokraten den John-Wayne-Flughafen umbenennen. Grund dafür seien Interviewäußerungen in einem 1971 im Playboy-Magazin veröffentlichten Artikel, in dem der 1979 verstorbene Hollywoodstar gesagt hatte, dass er an die Überlegenheit der Weißen („White Supremacy“) glaube.

## Flughafenanlagen

Flughafendiagramm

Der John Wayne Airport erstreckt sich über eine Fläche von 206 Hektar.

### Start- und Landebahnen

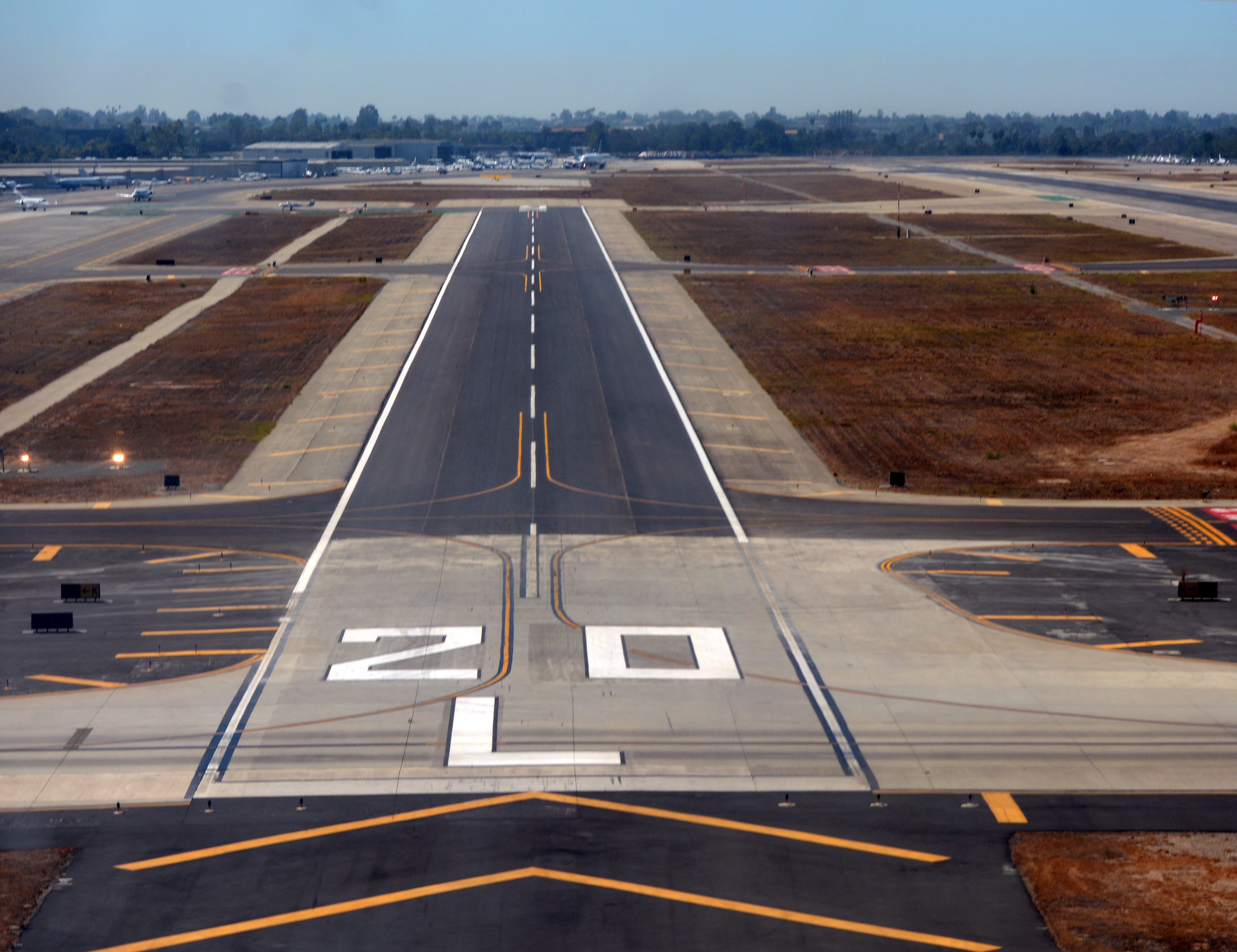
Endanflug auf Landebahn 20L

Der John Wayne Airport verfügt über zwei Start- und Landebahnen. Die Start- und Landebahn 02L/20R ist 1737 Meter lang, 46 Meter breit und verfügt über einen Belag aus Asphalt. Die parallele Start- und Landebahn 02R/20L ist 880 Meter lang, 23 Meter breit und verfügt über einen Belag aus Asphalt. Aufgrund ihrer geringen Länge kann sie nur von der allgemeinen Luftfahrt genutzt werden.

### Terminals
Das Hauptterminal „Thomas F. Riley Terminal“ ist nach einem Politiker benannt, der sich in den späten 1980er Jahren massiv für den Ausbau des Flughafens eingesetzt hat. Das Terminal ist in 3 Bereiche unterteilt: Terminal A, B und C. Nach den Sicherheitskontrollen, die in allen drei Terminals zu finden sind, können sich Fluggäste zwischen allen drei Bereichen frei bewegen. An allen Sicherheitskontrollen gibt es „Fast Tracks“ für ausgesuchte Kundengruppen. WLAN ist in allen Bereichen verfügbar.

#### Terminals A und B
Die Terminals A und B wurden 1990 als Ersatz für das ehemalige Eddie Martin Terminal gebaut. Im November 2011 wurde in Terminal A ein Pendlerbereich eröffnet. Neben mehreren Restaurants, Bars und Geschäften gibt es zwei Lounges: einen American Airlines Admirals Club in Terminal A und einen United Club in Terminal B. Das Terminal A hat zehn Flugsteige, im Terminal B befinden sich sechs weitere Flugsteige. Mit Ausnahme von drei Flugsteigen im Terminal A sind sie mit Fluggastbrücken ausgestattet.

#### Terminal C
Terminal C wurde im November 2011 als Erweiterung des Flughafens mit sieben Gates, einem speziellen Pendler-Gate, neuen Geschäften und Restaurants eröffnet. Um internationalen Luftverkehr zu ermöglichen, wurden außerdem alle dafür nötigen Einrichtungen, wie beispielsweise Passkontrollen, gebaut. Das Terminal C hat derzeit zehn Flugsteige, von denen sieben mit Fluggastbrücken ausgestattet sind.

#### Ankunftsbereich
Der Ankunftsbereich des Flughafens befindet sich im untersten Stockwerk. Sieben Gepäckbänder sind auf die drei Terminals verteilt. Direkt außerhalb des Gepäckbereiches befindet sich der Abholbereich.

## Fluggesellschaften und Ziele

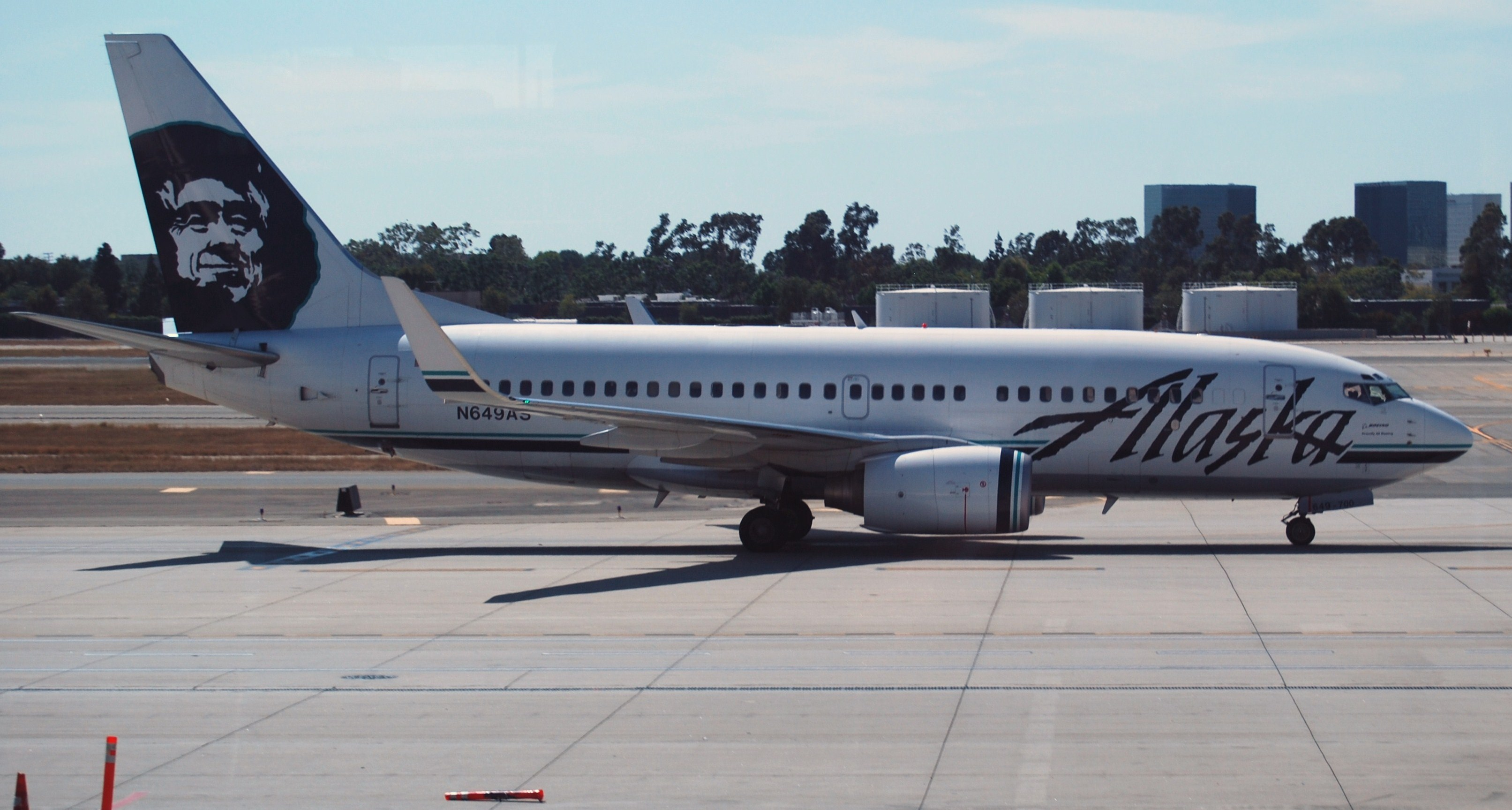
Flugzeug der Alaska Airlines am Flughafen John Wayne

Der John Wayne Airport wird von zwölf Passagierfluggesellschaften sowie zwei Frachtfluggesellschaften genutzt. Southwest Airlines hat dabei den mit Abstand größten Marktanteil bei den Passagieren.
Derzeit werden 44 Ziele im Inland bedient. Zusätzlich werden vier internationalen Ziele in Kanada und Mexiko angeflogen.

## Verkehrszahlen
| Jahr | Fluggastaufkommen | Fluggastaufkommen | Fluggastaufkommen | Luftfracht (Tonnen) (mit Luftpost) | Flugbewegungen (mit Militär) |
| Jahr | National          | International     | Gesamt            | Luftfracht (Tonnen) (mit Luftpost) | Flugbewegungen (mit Militär) |
| ---- | ----------------- | ----------------- | ----------------- | ---------------------------------- | ---------------------------- |
| 2022 | 11.046.613        | 314.226           | 11.360.839        |                                    | 303.970                      |
| 2021 | 7.588.443         | 112.046           | 7.700.489         | 16.612                             | 311.684                      |
| 2020 | 3.777.604         | 17.246            | 3.794.850         | 16.753                             | 238.340                      |
| 2019 | 10.482.719        | 174.267           | 10.656.986        | 16.060                             | 301.098                      |
| 2018 | 10.455.770        | 208.268           | 10.664.038        | 17.729                             | 316.783                      |
| 2017 | 10.203.553        | 220.025           | 10.423.578        | 17.135                             | 293.649                      |
| 2016 | 10.145.349        | 351.162           | 10.496.511        | 16.289                             | 284.246                      |
| 2015 | 9.749.456         | 289.010           | 10.038.466        | 16.531                             | 260.689                      |
| 2014 | 9.109.300         | 276.733           | 9.386.033         | 15.496                             | 269.189                      |
| 2013 | 8.855.071         | 377.718           | 9.232.789         | 16.172                             | 248.225                      |
| 2012 | 8.626.218         | 231.726           | 8.857.944         | 15.725                             | 255.688                      |
| 2011 | -                 | -                 | 8.609.008         | 14.163                             | 252.943                      |
| 2010 | -                 | -                 | 8.663.452         | 13.550                             | 263.307                      |
| 2009 | -                 | -                 | 8.705.199         | 13.822                             | 285.342                      |
| 2008 | -                 | -                 | 8.989.603         | 15.350                             | 300.843                      |
| 2007 | -                 | -                 | 9.979.699         | -                                  | -                            |
| 2006 | -                 | -                 | 9.613.480         | -                                  | -                            |
| 2005 | -                 | -                 | 9.627.032         | -                                  | -                            |
| 2004 | -                 | -                 | 9.272.394         | -                                  | -                            |
| 2003 | -                 | -                 | 8.535.130         | -                                  | -                            |
| 2002 | -                 | -                 | 7.903.066         | -                                  | -                            |
| 2001 | -                 | -                 | 7.324.557         | -                                  | -                            |
| 2000 | -                 | -                 | 7.772.801         | -                                  | -                            |
| 1999 | -                 | -                 | 7.470.415         | -                                  | -                            |
| 1998 | -                 | -                 | 7.460.179         | -                                  | -                            |
| 1997 | -                 | -                 | 7.718.415         | -                                  | -                            |
| 1996 | -                 | -                 | 7.307.750         | -                                  | -                            |
| 1995 | -                 | -                 | 7.159.154         | -                                  | -                            |
| 1994 | -                 | -                 | 6.773.977         | -                                  | -                            |
| 1993 | -                 | -                 | 6.141.981         | -                                  | -                            |
| 1992 | -                 | -                 | 5.672.603         | -                                  | -                            |
| 1991 | -                 | -                 | 5.345.284         | -                                  | -                            |
| 1990 | -                 | -                 | 4.586.596         | -                                  | -                            |

## Zwischenfälle
- Am 23. November 1968 wurde eine de Havilland Canada DHC-6-200 Twin Otter der US-amerikanischen Cable Commuter (Luftfahrzeugkennzeichen N7666) bei nebligem Wetter im Anflug auf den Flughafen Santa Ana-Orange County 2,9 Kilometer nördlich davon gegen einen 9 Meter hohen Stahllichtmast geflogen und stürzte ab. Durch diesen CFIT (Controlled flight into terrain) wurden alle 9 Insassen getötet, beide Piloten und 7 Passagiere.[20]

## Galerie

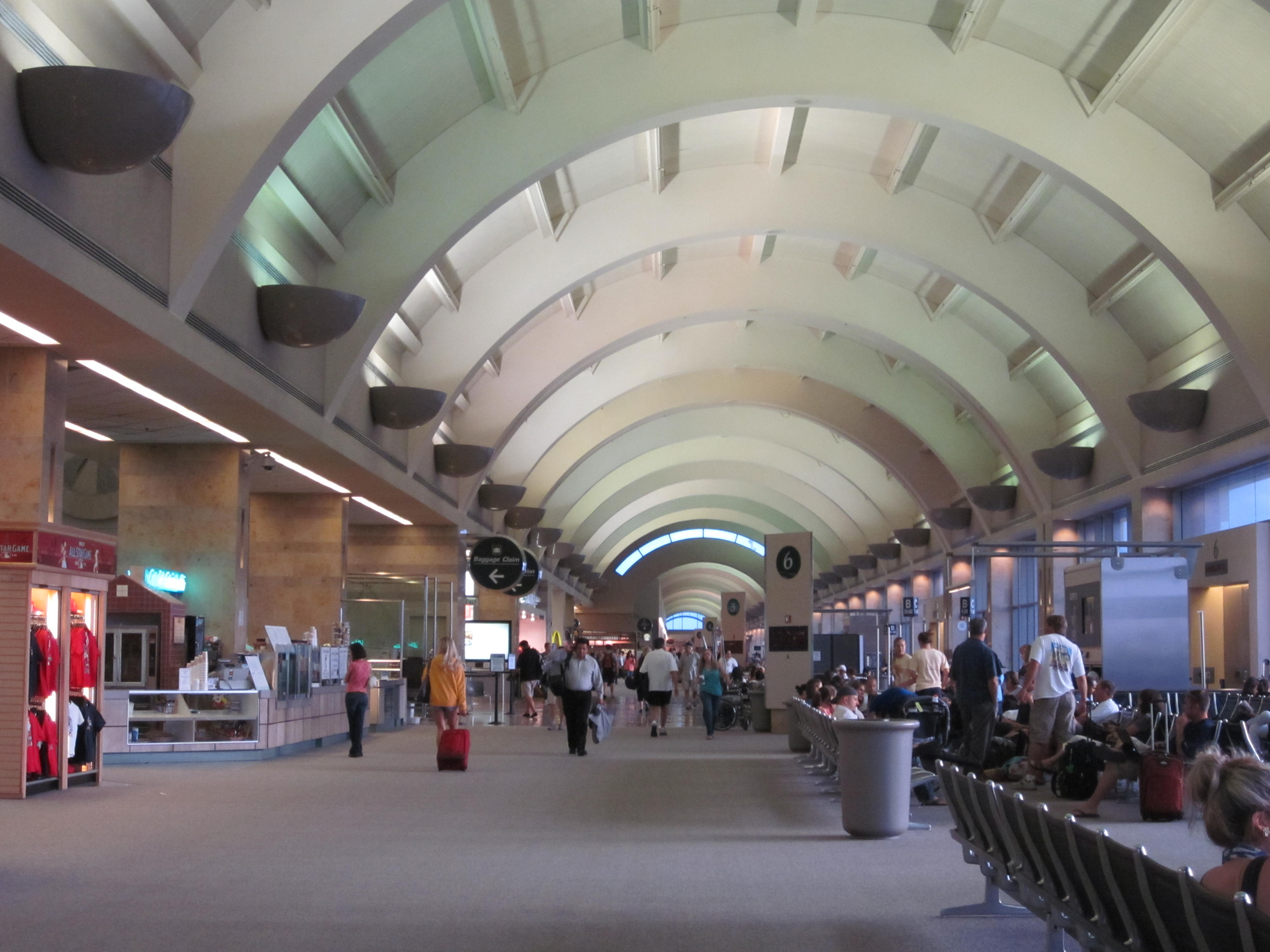
Wartebereich für Passagiere
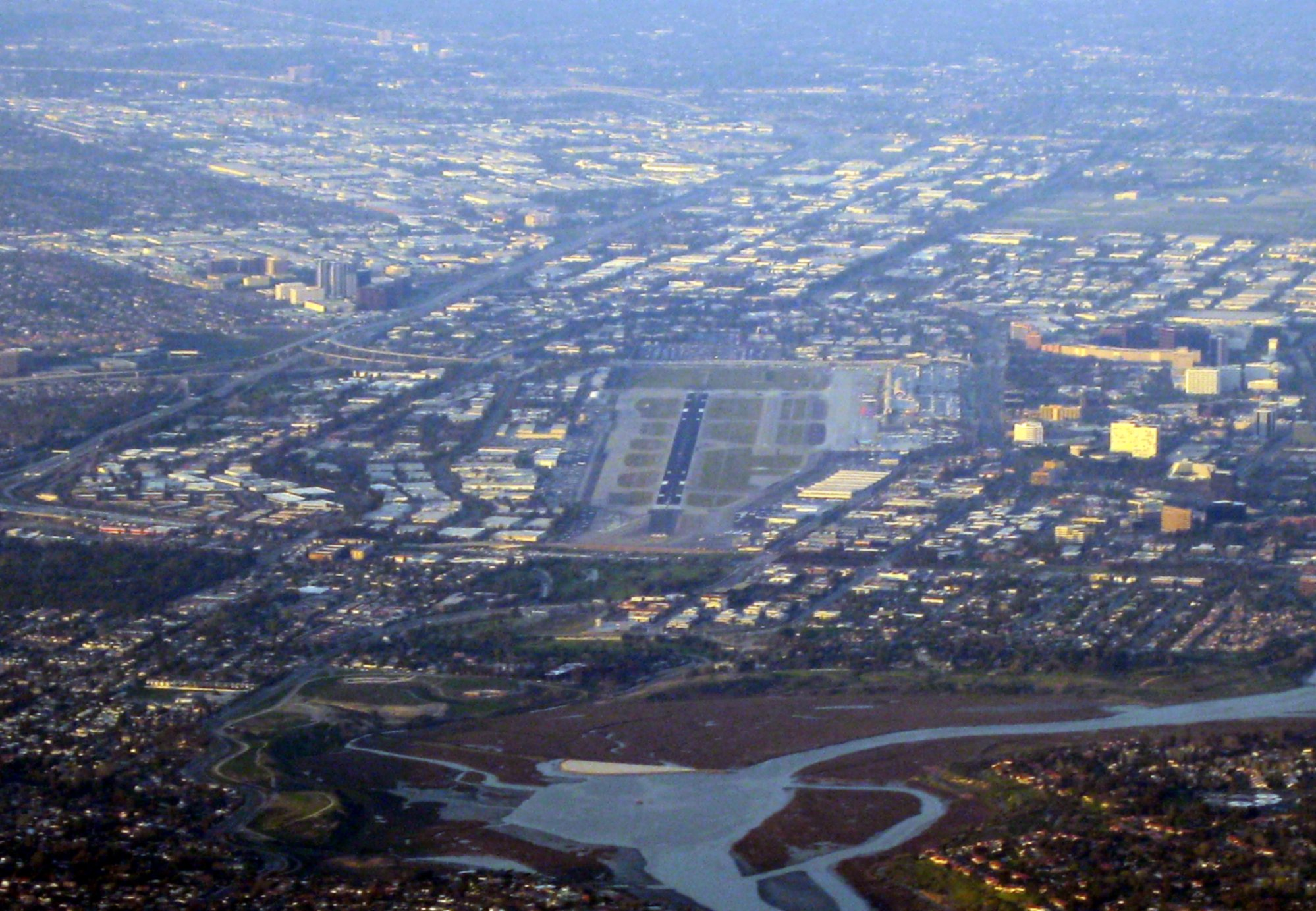
Blick von Südwesten auf Runway 1L (heute 2L)